# HTC Touch Diamond
HTC Touch Diamond (znany też jako MDA IV COMPACT) – smartfon produkcji HTC w sprzedaży od maja 2008.

## Główne zalety
- Dotykowy ekran o przekątnej 2,8 cala — wysoka rozdzielczość ekranu w porównaniu z większością telefonów.
- Interfejs użytkownika TouchFLOO 3D reagujący idealnie na dotyk podczas przeglądania kontaktów, stron WWW i uruchamiania multimediów, wyświetlający wszystkie pozycje w postaci ikon, sterowany zaawansowanym procesorem graficznym 3D.
- Usługa Pogoda HTC — aktualne informacje o pogodzie w dowolnie wybranym miejscu.
- Przeglądanie zasobów Internetu i pobieranie plików z dużą prędkością.
- Aparat o rozdzielczości 3,2 megapiksela, zdjęcia wysokiej jakości .
- Wbudowane 4 GB pamięci do wykorzystanie przez użytkownika .
- Możliwość korzystania z wbudowanego odbiornika GPS.

## Specyfikacja
- Sieć: GSM 900/1800/1900 HSDPA
- CPU: 528 MHz
- Pamięć ROM 256 MB oraz RAM 128 MB
- Wbudowana pamięć flash: 4 GB
- E-mail, Microsodt Direct Push
- Bluetooth, WLAN, USB
- GPS
- Przeglądarki: Opera, Internet Explorer
- Aplikacje: Word Mobile, Excel Mobile, PowerPoint Mobile, OneNote Mobile, Adobe PDF-Reader, Outlook Mobile, Media Player 10 Mobile
- Bateria 900 mAh Li-Ion
- Czas czuwania: do 320 godz
- Czas rozmowy: do 300 min